# Ayako Kawasumi
Ayako Kawasumi (川澄 綾子 Kawasumi Ayako?) es una actriz de voz y cantante de J-pop japonesa nacida el 30 de marzo de 1976 en Tokio. También es pianista; comenzó a tocar el piano desde niña. Ella compuso e interpretó "...To You", el tema de apertura de Piano, también participó tocando la música instrumental de ese mismo anime y de Nodame Cantabile. Ella es una de las actrices de voz más conocidas en Japón, que a lo largo de su carrera, le ha prestado su voz a un montón de personajes icónicos y famosos, como  Chikane Himemiya (Kannazuki no Miko), Erina Pendleton (JoJo's Bizarre Adventure), Akari Kamigishi (To Heart), Saber (Fate/stay night), Hinako Shijou (The King of Fighters), Melfina (Outlaw Star), Nodame (Nodame Cantabile), Fuu (Samurai Champloo), Leina (Queen's Blade), Aoi Sakuraba (Ai Yori Aoshi), Mahoro (Mahoromatic) Lafiel (Crest of the stars-Banner of the stars) y Natsuki Mogi (Initial D).

## Filmografía

### Anime
Los personajes principales están en negrita.
1997

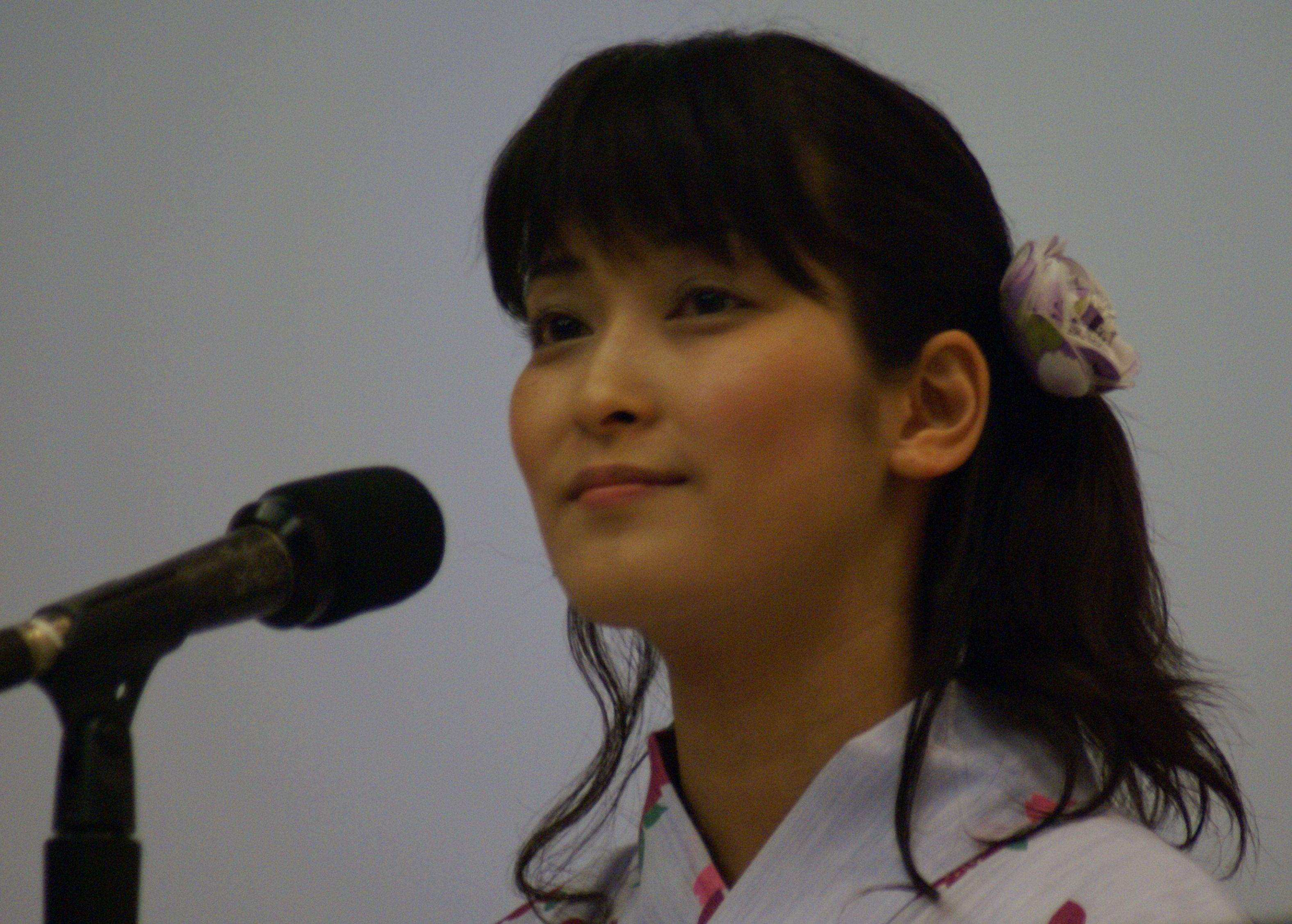
Kawasumi en el Otakon 2006.

- You're Under Arrest: Mujer policía (ep 33)

1998
- Outlaw Star: Melfina (su debut como seiyū)
- B Bidaman Bakugaiden V:
- Dokkiri Doctor: Hideko Ikeda and Shoku
- DT Eightron: Fia
- Guardian Angel Getten: Rishu
- Initial D: Natsuki Mogi (Natalie Mogi)
- Princess Nine: Azuma Yuki
- Serial Experiments Lain: Mika Iwakura

1999
- AD Police: To Serve and Protect: Kyoko Miyano
- Black Heaven: Rinko
- Crayon Shin-chan: Ai Suotome (empezando en el episodio 339)
- Crest of the Stars: Lafiel
- Great Teacher Onizuka: Nomura Tomoko & Naoko Izumi
- Hōshin Engi: Shinyou
- I'm Gonna Be An Angel!: Sara
- Initial D: The Second Stage: Natsuki Mogi (Natalie Mogi)
- Sorcerer on the Rocks: Taru-Ho
- Seraphim Call: Kurumi Matsumoto
- ToHeart: Akari Kamigishi

2000
- Angel Sanctuary: Sara
- Argento Soma: Operator
- Ayashi no Ceres: Chidori Kuruma
- Banner of the Stars: Lafiel
- The Candidate for Goddess: Kazuhi Hikura
- Gate Keepers: Ruriko Ikusawa
- Gakkō no Kaidan: Hanako
- Los Caballeros del Mundo Mon
- NieA 7: Mayuko Chigasaki

2001
- Angel Tales: Turtle Ayumi
- Angelic Layer: Kaede Saito
- Banner of the Stars II: Lafiel
- Comic Party: Akari (cameo)
- Gene Shaft: Dolce Saito and Chacha
- Great Dangaioh: Manami Mishio
- Groove Adventure Rave: Elie
- Mahoromatic: Mahoro Andō
- Muteki Ō Tri-Zenon:
- Sister Princess: Chikage
- Zoids: New Century Zero: Rinon (Leena) Toros

2002
- Ai Yori Aoshi: Aoi Sakuraba
- Kanon: Kaori Misaka
- Mahoromatic: Something More Beautiful: Mahoro Andō
- Petite Princess Yucie: Erumina
- Piano: Nomura Miu
- Please Teacher!: Koishi Herikawa
- RahXephon: Megumi Shito
- Sister Princess RePure: Chikage
- Tokyo Underground:
- Tokyo Mew Mew: Jacqueline

2003
- .hack//Legend of the Twilight: Hotaru
- Ai Yori Aoshi Enishi: Aoi Sakuraba
- Angel Tales Chu: Turtle Ayumi
- E's Otherwise: Ruri
- Mahoromatic: Summer Special: Mahoro Andō
- Onegai Twins: Koishi Herikawa
- Popotan: Unagi
- Scrapped Princess: Winia Chester

2004
- Genshiken: Kanako Ohno
- Girls Bravo First Season: Miharu Sena Kanaka
- Initial D: The Fourth Stage: Natsuki Mogi (Natalie Mogi)
- Kannazuki no Miko: Chikane Himemiya
- Kujibiki Unbalance: Kasumi Kisaragi
- Kurau Phantom Memory: Kurau Amami
- Ninin Ga Shinobuden: Kaede
- Samurai Champloo: Fuu
- This Ugly Yet Beautiful World: Hikari
- To Heart: Remember My Memories: Akari Kamigishi

2005
- Atashin'chi: Emiko
- Banner of the Stars III: Lafiel
- Best Student Council: Sayuri Hida
- Black Jack: Michiru
- Bokusatsu Tenshi Dokuro-chan: Shizuki Minakami
- Canvas 2 ~Niji Iro no Sketch~: Anna Housen (ep 10)
- Fushigiboshi no Futagohime: Elsa
- Gallery Fake: Sara Harifa
- Girls Bravo Second Season: Miharu Sena Kanaka
- Ginban Kaleidoscope: Tazusa Sakurano
- Gunparade Orchestra:
- Kore ga Watashi no Goshūjin-sama: Takami Sugita
- Jigoku Shōjo: Misato Urano (episode 5)
- Kyo Kara Maoh!: Ondine
- Oku-sama wa Joshi Kōsei (My Wife is a High School Girl): Asami Onohara
- Petopeto-san: Kanna Maeda
- Shakugan no Shana: Kazumi Yoshida
- Shakugan no Shana: Yukari Hirai
- Starship Operators: Rio Mamiya
- Strawberry Marshmallow: Matsuri Sakuragi
- The King of Braves GaoGaiGar Final: Papillon Noir
- The Snow Queen: Gerda
- Trinity Blood: Catherina (de 10 años)

2006
- .hack//Roots: Wool
- Angel Heart
- Fate/Stay Night: Saber
- Fushigiboshi no Futagohime Gyu!: Elsa
- Kanon (2006): Kaori Misaka
- Kujibiki ♥ Unbalance: Kanako Ohno (narradora de la sinopsis)
- Lovely Idol: Aya Hiwatari
- Magical Witch Punie-chan: Anego
- Sōkō no Strain: Sara Werec/Sara Cruz
- Tsubasa: Reservoir Chronicle: Suzuran (episodio 33)
- xxxHolic: as Ran (episodio 9)
- Queen's Blade: as Leina
- Yume Tsukai: Tōko Mishima
- Zegapain : Shizuno Misaki/Yehl
- Zero no Tsukaima: Henrietta

2007
- Bokusatsu Tenshi Dokuro-chan 2: Shizuki Minakami
- Claymore: Elena
- D.Gray-man: Angela/Sophia
- Getsumento Heiki Mina: Sumire Nishiha / Mīna Shiwasu
- Genshiken 2: Kanako Ohno
- Hitohira: Nono Ichinose
- KimiKiss pure rouge: Tomoko Kawada
- Kyoshiro and the Eternal Sky: Kaon
- Mokke: Shizuru Hibara
- Nodame Cantabile: Megumi Noda
- Potemayo: Mikan Natsu
- Princess Resurrection: Hime
- Romeo x Juliet: Emilia
- Shion no Ō: Shion Yasuoka
- Shining Tears X Wind: Blanc Neige y Clalaclan Philias
- Shakugan no Shana Second: Kazumi Yoshida
- Shinkyoku Sōkai Polyphonica: Eufinley Tsuge
- Sky Girls: Otoha Sakurano
- Skull Man: Kiriko Mamiya
- Zero no Tsukaima: Futatsuki no Kishi: Henrietta
- Zombie-Loan: Kōme

2008
- Kanokon: Chizuru Minamoto
- Shina Dark: Noel D. Buche[3]
- To Love-Ru: Saki Tenjōin
- Zero no Tsukaima: Princesses no Rondo: Henrietta
- Macademi Wasshoi!: Eineus The Vergest
- Nodame Cantabile: Paris Chapter: Megumi Noda
- Real Drive: Holon
- Skip-Beat!: Ruriko Matsunai
- Toaru Majutsu no Index : Laura Stuart (ep 24)

2009
- 07 Ghost: Hermana Athena
- Pandora Hearts: Alice
- Tetsuwan Birdy Decode:02: Shouko
- Gintama : Gedomaru (cap.196-199)
- Pokémon: Urara

2010
- Seikon no Qwaser: Miyuri Tsujidō
- Kaichō wa Maid-sama!:  Misaki Ayuzawa
- Ladies versus Butlers!: Tomomi Saikyō
- Motto To Love-Ru: Saki Tenjōin
- Nodame Cantabile: Finale: Megumi Noda
- Senkō no Night Raid: Narradora
- Ookami-san to Shichinin no Nakama-Tachi : Otsuu Surugaya
- To Aru Majutsu no Index II: Laura Stuart

2011
- Gosick: Anastasia
- Shakugan no Shana III: Kazumi Yoshida
- Fate/Zero: Saber
- Hidan no Aria: Jeanne D'Arc

2012
- Bakuman III : Yuriko Aoiki
- Fate/Zero Season 2: Saber
- Girls und Panzer : Kei
- JoJo's Bizarre Adventure the Animation: Erina Pendleton
- AKB0048: Akimoto Sayaka
- Shakugan no Shana III: Kazumi Yoshida
- Mobile Suit Gundam AGE: Elisha Murai
- Tari Tari: Haruka Tanaka
- To Love-Ru Darkness: Saki Tenjōin
- Zero no Tsukaima: F: Henrietta

2014
- Fuuun Ishin Dai Shougun: Kiriko
- Amagi Brilliant Park: Moffle
- Fate/Stay Night: Unlimited Blade Works: Saber
- Gekkan Shoujo Nozaki-kun: Yukari Miyako

2015
- Fate/Stay Night: Unlimited Blade Works Season 2: Saber
- Shokugeki no Soma : Mizuhara Fuyumi

2018
- To Aru Majutsu no Index III: Laura Stuart

2019
- Star Twinkle PreCure: Princesa de Tauro

2021
- Kaginado: Kaori Misaka

2024
- LV2 kara Cheat datta Moto Yūsha Kōho no Mattari Isekai Life : Princesa de Klyrode / Reina de Klyrode

### OVA
- Tristia of the Deep-Blue Sea: Nanoca Flanka
- Strawberry Marshmallow OVA: Matsuri Sakuragi
- Usagi-chan de Cue: Miku
- Kai Toh Ran Ma: The Animation: Mayura
- Gundam Evolve: Red Snake
- Shakugan no Shana Special: Kazumi Yoshida
- Sky Girls OVA: Otoha Sakurano
- Banner of the Stars III: Lafiel
- Dai Mahō Tōge: Anego
- Angel Sanctuary: Sara Mudo
- Guardian Angel Getten OVA:
- Tournament of the Gods: Shizuku-hime
- Hamtaro:
- .hack//G.U.: Atoli
- Nakoruru ~Ano Hito kara no Okurimono~: Manari
- Bokusatsu Tenshi Dokuro-chan: Shizuki Minakami
- The King of Braves GaoGaiGar Final OVA: Papillon Noir
- One: Kagayaku Kisetsu e: Mizuka Nagamori
- Sorcerer on the Rocks: Taru-Ho
- Starlight Scramble Ren'ai Kohosei: Megumi
- Zero no Tsukaima OVA: Princesses no Rondo: Henrietta
- Shakugan no Shana S: Kazumi Yoshida
- Kanokon ~Manatsu no Daishanikusai~: Chizuru Minamoto
- Mahoromatic: Tadaima Okaeri: Mahoro Ando
- Hidan no Aria: Jeanne D'Arc
- Fairy Tail x Rave Master: Elie

Películas de Anime
- Aa! Megami-sama la película: Morgan le Fay
- Initial D Third Stage: Natsuki Mogi
- Kino no Tabi: Byōki no Kuni -For You-: Inertia
- Crayon Shin-chan: Rumble in the Jungle: Ai Suotome
- Shakugan no Shana: Kazumi Yoshida
- Shakugan no Shana: Yukari Hirai
- Brave Story: Chica misteriosa
- Sin: The Movie: Elise Stewart
- Fate/stay night Unlimited Blade Works: The Movie: Saber
- Fate/stay night: Heaven's Feel I. presage flower: Saber
- Fate/stay night: Heaven's Feel II. lost butterfly: Saber Alter
- Fate/stay night: Heaven's Feel III. spring song: Saber Alter
- Fate/Grand Order: Shinsei Entaku Ryoiki Camelot: Lancer

### Videojuegos
- Granblue Fantasy: Lecia
- Arknights: Siege/Vina Victoria
- .hack//G.U.: Atoli
- Aitakute... Your Smiles in My Heart: Senna Ninomiya
- Angelic Vale series:
- Asobi ni Iku Yo! -Chikyu Pinch no Konyaku Sengen-: Erisu
- Azur Lane  : King George V
- Baldr Force Exe: Tsukina Sasagiri
- Blue Dragon: Kluke
- Crayon Shin-chan: Kids Station!: Ai Suotome
- Cross Tantei Monogatari: Sato Hirokawachie
- Dead or Alive series: Kokoro
- Dragon Shadow Spell: Miriam
- Ehrgeiz: Yoko Kishibojin
- Fate/Unlimited Codes : Saber/Saber Lily/Alter Saber
- Fate/stay night [Realta Nua] : Saber/Saber Alter
- Fate/hollow ataraxia: Saber
- Fate/Extella: Saber
- Fate/Grand Order: Saber/Saber Alter/Lancer/Lancer Alter/Archer/Rider/Rider Alter/Heroína Misterio X (Cada una es una versión de Arturia Pendragon), Merlín (Versión Mujer en la versión Arcade del juego)
- Fatal Frame 2: Mayu Amakura
- Forever Kingdom: Faeana
- Future GPX Cyber Formula: A New Challenger: Rena Yuuki
- Future GPX Cyber Formula: Road to the Infinity series: Rena Yuuki
- Gatekeepers 1970: Ruriko Ikusawa
- Genshin Impact: Shenhe
- Gensou no Artemis: Mikoto Kuzu
- Goemon: Shin Sedai Shuumei: Ebisu
- Gokujō Seitokai: Sayuri Hida
- Kikou Heidan J-Phoenix II: Risa
- KimiKiss: Tomoko Kawada
- King of Fighters: Hinako Shijou
- King Of Fighters Kyo: Aoi Kusanagi
- Kita e: White Illumination: Hayaka Sakyou
- Ichigo Mashimaro: Matsuri Sakuragi
- Initial D Special Stage: Natsuki Mogi
- League of Legends: Leona
- Mana Khemia: Alchemists of Al-Revis: Isolde Schelling
- Mana Khemia 2: Ochita Gakuen to Renkinjutsushi Tachi: Ulrika Myberg
- Muramasa Rebirth : Torahime
- Namco x Capcom: Sabinu and Wonder Momo
- Neosphere of the Deep-Blue Sky: Nanoca Flanka
- Odin Sphere: Gwendolyn
- One: Kagayaku Kisetsu e: Yukimi Miyami
- Only You - Re cross: Akiduki
- Oni: Shinatama
- Phantasy Star Universe: Lou, Lumia Waber (En la versión japonesa)
- Piece of Wonder: Amane Saionji
- Popotan: Unagi
- Princess Connect! Re:Dive: Jun
- Princess Maker 4: Rize Dorbas
- Shikigami no Shiro: Yuuki Sayo
- Sister Princess: Chikage
- SNOW: Sumino Yukiduki
- Tales of Legendia: Grune, Schwartz
- To Heart: Akari Kamigishi
- Trauma Center: Second Opinion: Angie Thompson/Blackwell
- Tristia of the Deep-Blue Sea: Nanoca Flanka
- Valkyrie Profile 2: Silmeria: Silmeria
- Wild Arms: The 4th Detonator: Yulie Ahtreide
- Wrestle Angels: Survivor: Chigusa Yuuki
- You That Become A Memory ~Memories Off~: Isago Narumi
- Punishing: Gray Raven: Bianca
- GirlsxBattle 2: Michael/Nephilim